# Action Nederland

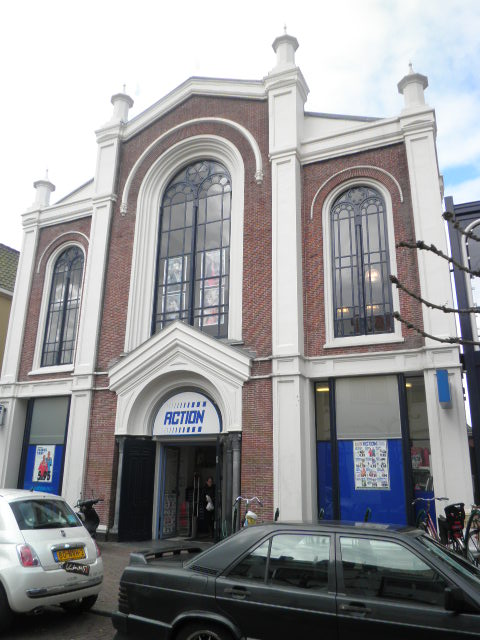
Action-Filiale im niederländischen Hoorn (2011)

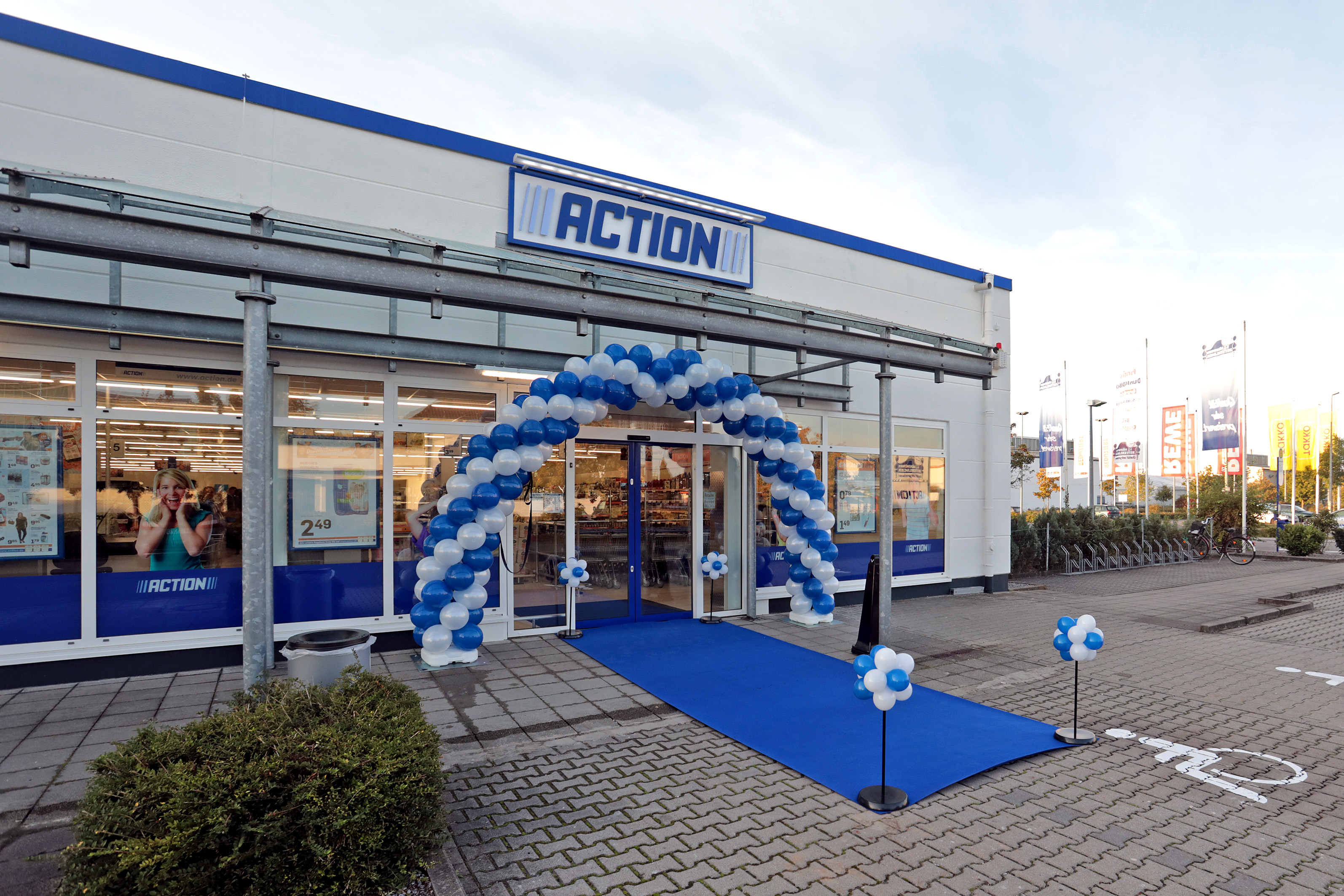
Hundertste Filialeröffnung in Deutschland (Lampertheim, 2016)

Länder mit Filialen von Action Nederland in Europa (Stand April 2025)

Action ist ein niederländischer Non-Food-Discounter mit Sitz in Medemblik-Zwaagdijk-Oost. Der Konzern betreibt 3065 Filialen (Stand: Juli 2025) in 13 europäischen Ländern. Mehrheitseigentümerin der Action Nederland B.V. ist mit rund 80 Prozent der Anteilen die 3i-Gruppe.

## Geschichte
Die erste Action-Filiale öffnete im Juli 1993 in Enkhuizen, kurz darauf weitere Filialen in Heerhugowaard und Wognum. Ende 1994 hatte Action acht Filialen. Die Anzahl der Filialen stieg bis Ende 2002 auf 94. 2004 wurde die erste Filiale im Supermarktkonzept eröffnet, mit Einkaufswagen und Kassenmöbeln mit Laufband. Auch bereits bestehende Filialen wurden zu diesem Zeitpunkt auf das neue Konzept umgebaut.
2005 eröffnete Action die erste Filiale in Belgien (in Flandern), 2009 die erste Filiale in Deutschland, im Juli 2010 folgte hier die zweite. Im Dezember 2012 startete die erste Filiale im französischen Courrières, 2015 folgten Österreich und Luxemburg, 2017 Polen, 2020 Tschechien, 2021 Italien, 2022 Spanien, 2023 Slowakei und 2024 Portugal und 2025 Schweiz und Rumänien.
Die ersten Distributionszentren außerhalb der Niederlande entstanden 2016 in Moissy-Cramayel (F), in Biblis (D) und 2019 in Peine (D). Letzteres ist das erste Distributionszentrum deutschlandweit, welches Action seit 2024 selbst betreibt. Das Landesbüro für Deutschland hat seinen Sitz in Düsseldorf.
Im Oktober 2023 wurde bekannt, dass das Unternehmen in den Schweizer Markt eintreten wird. Die Eröffnungen der ersten Filialen in Bachenbülach und Martigny wurde auf April 2025 angekündigt. Jene in Bachenbülach eröffnete am 5. April, jene in Martigny soll am 24. April folgen.
Laut Landkarte im Filialfinder mit Stand 15. Februar 2024 betreibt Action in Österreich an 18 Orten 110 Filialen. 5 Orte sollen in Kürze dazukommen. Auf ORF.at werden am selben Tag 140 Filialen genannt.
Ende 2016 gab es 830 Filialen, im Herbst 2017 eröffnete die eintausendste Filiale. Im Jahr 2025 zählt das Unternehmen mehr als 3000 Filialen.

## Besitzverhältnisse
Das britische Private-Equity-Unternehmen 3i-Gruppe hat das Unternehmen 2011 zusammen mit einer Gruppe institutioneller Anleger für 130 Mio. Euro von der Gründerfamilie Deen übernommen und seitdem die internationale Expansion begleitet. Im Rahmen einer Umstrukturierung der Besitzverhältnisse übernahm die 3i-Gruppe 2019 weitere Anteile und besitzt jetzt etwa 80 % des Unternehmens. Im Rahmen der Umstrukturierung wurde das Unternehmen mit 10,3 Mrd. Euro bewertet. Die wichtigste (und wohl erfolgreichste) Beteiligung der 3i-Gruppe steht für 60 % des Unternehmenswertes des Investors.

## Sortiment
Das Sortiment besteht aus 14 Kategorien: Dekoration, Heimwerken, Spielzeug & Unterhaltung, Büro & Hobby, Multimedia, Haushaltswaren, Garten & Outdoor, Waschen & Reinigen, Essen & Trinken, Körperpflege, Haustiere, Mode & Heimtextilien. Action bietet viele Top- und Eigenmarken.
Action übernimmt bei seinem Sortiment zum Teil das Vorgehen von Sonderpostenmärkten. Laut eigenen Angaben besteht das Sortiment aus über 6000 Artikeln. Der Großteil wechselt ständig, nur ein Drittel gehört zum festen Sortiment. Action stellt jede Woche mehr als 150 neue Artikel vor.